# Xenochilicola mamigna
Xenochilicola mamigna är en biart som beskrevs av Toro och Harold Norman Moldenke 1979. Xenochilicola mamigna ingår i släktet Xenochilicola och familjen korttungebin. Inga underarter finns listade i Catalogue of Life.